# Ruszon (góry)
Ruszon (Góry Ruszańskie; tadż.: қаторкӯҳи Рушон, katorkuhi Ruszon; ros.: Рушанский хребет, Ruszanskij chriebiet) – pasmo górskie w zachodnim Pamirze, w Tadżykistanie. Rozciąga się na długości ok. 120 km. Najwyższy szczyt, Patchor, osiąga wysokość 6080 m n.p.m. Pasmo zbudowane z granitów, łupków metamorficznych i ilastych, kwarcytów, piaskowców, wapieni oraz gnejsów. Występują lodowce górskie. W wyższych partiach dominuje krajobraz wysokogórski. Niższe partie porośnięte są roślinnością stepową i półpustynną. W dolinach rzecznych występują wierzby, rokitniki, topole, głogi i brzozy.